# Toenayar novemcarinata
Toenayar novemcarinata is een hagedis uit de familie skinken (Scincidae).

## Naam en indeling
De wetenschappelijke naam van de soort werd voor het eerst voorgesteld door John Anderson in 1871. Oorspronkelijk werd de wetenschappelijke naam Euprepes novemcarinatus gebruikt. De hagedis werd later tot de geslachten Mabuya en Eutropis gerekend. Het is tegenwoordig de enige soort uit het monotypische geslacht Toenayar.
De wetenschappelijke geslachtsnaam Toenayar is afgeleid van het Myanmarese woord Toenayar (spreek uit: Toh-Ay-Nah-Yar), dat 'draak met poten' betekent.

## Verspreiding en habitat
De soort komt voor in delen van Azië en leeft in de landen India, Maleisië, Myanmar en Thailand. De habitat bestaat uit loofbossen in laaggelegen gebieden.
Door de internationale natuurbeschermingsorganisatie IUCN is de beschermingsstatus 'veilig' toegewezen (Least Concern of LC).